# D-20 152mm榴弾砲

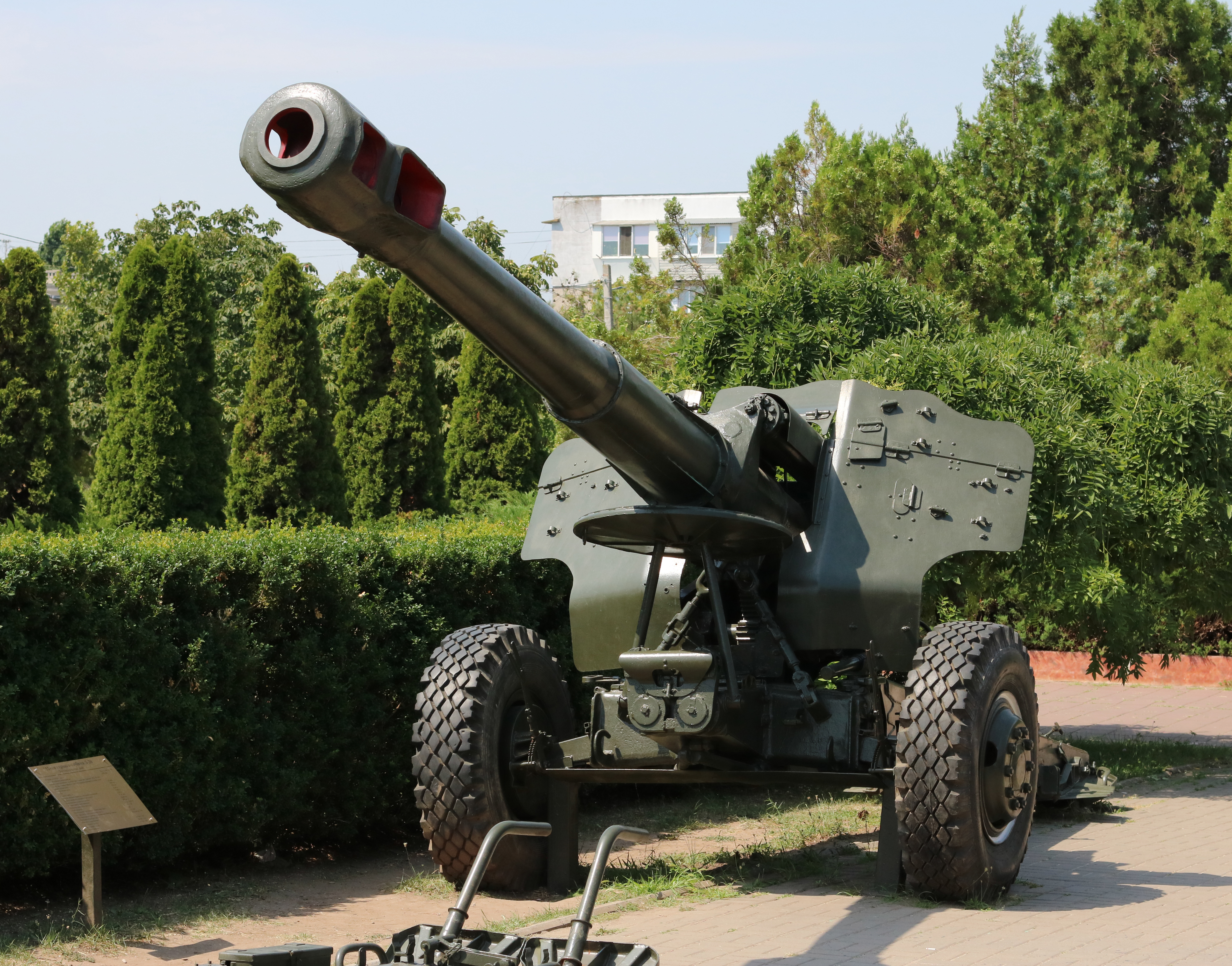
D-20 152mm榴弾砲

D-20 152mm榴弾砲（ロシア語: 152-мм пушка-гаубица Д-20）とは、ソビエト連邦が1950年代前半に開発した榴弾砲である。西側諸国がこの砲の存在を確認したのは1955年であることから西側ではM1955とも呼ばれる。

## 概要
この砲は第二次世界大戦前に開発されたML-20 152mm榴弾砲を更新するために設計され、ソビエト連邦軍を始めとして東側諸国の多くの国に売却ないし供与された。
中華人民共和国ではD-20は62式牽引式152mm榴弾砲の名称で呼ばれ、改良を加えて66式152mm榴弾砲の名称でライセンス生産され、66式の改良型の66-I式152mm榴弾砲が開発された。また、321型共通車体に66式を旋回砲塔形式で搭載した、83式152mm自走榴弾砲が開発された。
ユーゴスラビアでも砲身延長などを図った改良型のM-84 NORA-Aが生産された。
この砲は中印国境紛争、印パ戦争、中ソ国境紛争、ベトナム戦争、第三次中東戦争、第四次中東戦争、中越戦争、ソ連のアフガニスタン侵攻、イラン・イラク戦争、湾岸戦争、ユーゴスラビア紛争、チェチェン紛争など世界中の戦争・紛争で使用された。
2S3アカーツィヤ 152mm自走榴弾砲の主砲もこの砲の改良型が使用されている。現在のロシア連邦軍では新型の2A65 152mm榴弾砲に更新されつつある。

## スペック
- 口径：152mm
- 全長：8.69m
- 全幅：2.35m
- 重量：5,700kg
- 砲身長：5,195mm（25口径）
- 仰俯角：-5°~+63°
- 左右旋回角：58°
- 運用要員：8名
- 発射速度：5~6発/分（最大）、1発/分（連続射撃時）
- 射程：17,400m（標準榴弾）/24,000m（ロケット補助推進弾）

## 運用国

### 現役
- アゼルバイジャン - 2024年時点で、アゼルバイジャン陸軍が43門のD-20を保有[1]。
- ブルガリア - 2024年時点で、ブルガリア陸軍が24門のD-20を保有[2]。
- カザフスタン - 2023年時点で、カザフスタン陸軍が24門のD-20を保有[3]。
- モルドバ - 2023年時点で、モルドバ陸軍が31門のD-20を保有[4]。
- トルクメニスタン - 2024年時点で、トルクメニスタン陸軍が72門のD-20を保有[5]。